# Saison 1995-1996 du Montpellier Hérault Sport Club
Maillots
Chronologie
Saison précédente Saison suivante
La saison 1995-1996 du Montpellier HSC a vu le club évoluer en Division 1 pour la neuvième saison consécutive. 
Les pailladins connaissent un début de saison en dents de scie, alternant le bon et le moins bon. Les héraultais se ressaisissent en fin de saison, ce que leur permet de terminer à la 6e place du classement et d'obtenir une qualification pour la Coupe UEFA. 
Les montpelliérains vont connaitre deux destins différends en coupes lors de cette saison, demi-finalistes de la Coupe de France où il perdront face au rival nîmois, il se feront éliminer en Coupe de la Ligue dès leur entrée en lice.

## Déroulement de la saison

### Inter-saison
Au retour de prêt à l'Olympique de Marseille de Jean-Manuel Thétis, s'ajoute lors de cet inter-saison quelques recrues prestigieuses comme Bruno Martini, devenu la doublure de Bernard Lama en équipe de France, José Luis Villarreal, un ancien international argentin, chargé d'animer le jeu de l'équipe et Pascal Baills, de retour aux sources après des passages à l'Olympique de Marseille et au RC Strasbourg. Le club recrute également Ibrahima Bakayoko, un jeune ivoirien très prometteur que Michel Mézy couvera en le laissant à la disposition de l'équipe de Gambardella avant de l'intégrer petit à petit à l'équipe première. 
Face à ces arrivées de qualité, il y a peu de départs lors du marché d'été. Bruno Carotti est le seul gros départ enregistré, et va jouer la Ligue des champions avec le FC Nantes, alors que Fabrice Divert, devenu indésirable aux yeux des supporters, est prêté à l'EA Guingamp où une grave blessure mettra fin à sa carrière.

### Championnat
Les débuts tonitruants de l'argentin José Luis Villarreal permettent à l'équipe de faire un bon début de saison et de donner de l'espoir aux supporteurs après une saison moyenne. 
Mais c'est surtout lors de la seconde partie de saison que l'équipe va montrer tout son talent avec une série de 5 victoires d'affilée conclues au Parc des Princes dans les arrêts de jeu (3-2), puis contre les Girondins de Bordeaux de Zinédine Zidane, Bixente Lizarazu, Christophe Dugarry et Richard Witschge, futurs finalistes de la Coupe UEFA (3-0). Les pailladins terminent finalement le championnat à la 6e place synonyme de qualification pour la Coupe UEFA.

### Coupes nationales
Le petit tour et puis s'en va, effectué en Coupe de la Ligue après la défaite 1-0 au Stade de la Mosson contre le FC Nantes n'efface pas la belle aventure vécue en Coupe de France. 
Après avoir éliminé à l'arraché les équipes de l'ES Vallée d'Eure, du FC Istres, du Sporting Toulon et du SM Caen, grace notamment à des grands Christophe Sanchez et Vincent Petit, ce sont les meilleurs ennemis du Nîmes Olympique, alors pensionnaires de National 1 et virtuellement relégables, qui accueillent les pailladins aux Stade des Costières. 
Le club s'apprête alors à vivre une nouvelle finale de Coupe de France, Louis Nicollin allant même jusqu'à menacer ses joueurs de les faire rentrer en courant à Montpellier derrière lui à cheval s'ils ne s'imposent pas à Nîmes, propos qui inspireront alors une célèbre chanson à Ricoune. Malgré cela les crocos vont sortir un grand match et éliminer un troisième club de Division 1 dans la compétition.
Malgré la défaite, Louis Nicollin ne mettra pas sa menace en œuvre et ira au Parc des Princes le jour de la finale, non seulement pour recevoir le prix du Fair-Play, mais également pour voir les jeunes de l'équipe Gambardella, emmenés par Ibrahima Bakayoko, Jean-Philippe Javary et Michel Rodriguez remporter la coupe en ouverture de la Coupe de France.

## Joueurs et staff

### Transferts
| Été 1995             |               |                                |                        |                  |
| Nom                  | Nationalité   | Transfert                      | Provenance/Destination | Division         |
| Arrivées             |               |                                |                        |                  |
| Bruno Martini        | France        | Transfert                      | AJ Auxerre             | Division 1       |
| Pascal Baills        | France        | Transfert                      | RC Strasbourg          | Division 1       |
| José Luis Villarreal | Argentine     | Transfert                      | CA River Plate         | Primera división |
| Ibrahima Bakayoko    | Côte d'Ivoire | Transfert                      | Stade d'Abidjan        | Superdivision    |
| Eddy Bathié          | France        | Premier contrat pro            |                        |                  |
| Jean-Philippe Javary | France        | Premier contrat pro            |                        |                  |
| Retours de prêt      |               |                                |                        |                  |
| Jean-Manuel Thétis   | France        | Expiration de la durée de prêt | Olympique de Marseille | Division 2       |
| Départs              |               |                                |                        |                  |
| Bruno Alicarte       | France        | Transfert                      | SC Bastia              | Division 1       |
| Bruno Carotti        | France        | Transfert                      | FC Nantes              | Division 1       |
| Laurent D'Jaffo      | Bénin         | Transfert                      | Chamois niortais       | Division 2       |
| Philippe Perilleux   | France        | Transfert                      | Lille OSC              | Division 1       |
| Prêts                |               |                                |                        |                  |
| Fabrice Divert       | France        | Prêt                           | EA Guingamp            | Division 1       |

| Hiver 1995-1996 |             |           |                        |            |
| Nom             | Nationalité | Transfert | Provenance/Destination | Division   |
| Départs         |             |           |                        |            |
| Claude Barrabé  | France      | Transfert | SM Caen                | Division 2 |

## Rencontres de la saison

### Division 1
| Tour       | Adversaire            | Lieu | Résultat | Buteurs du MHSC                                            |
| Journée 1  | RC Strasbourg         | Dom. | 2-2      | Fabien Lefèvre · Jean-Manuel Thétis                        |
| Journée 2  | Olympique lyonnais    | Ext. | 2-3      | Christophe Sanchez                                         |
| Journée 3  | Stade rennais         | Dom. | 3-1      | José Luis Villarreal · Michel Der Zakarian · Vincent Petit |
| Journée 4  | FC Metz               | Ext. | 0-1      | -                                                          |
| Journée 5  | AJ Auxerre            | Dom. | 3-1      | Michel Der Zakarian · Christophe Sanchez                   |
| Journée 6  | FC Martigues          | Ext. | 1-0      | José Luis Villarreal                                       |
| Journée 7  | OGC Nice              | Dom. | 0-1      | -                                                          |
| Journée 8  | EA Guingamp           | Ext. | 0-0      | -                                                          |
| Journée 9  | Paris Saint-Germain   | Dom. | 1-0      | (c.s.c.) Bruno N'Gotty                                     |
| Journée 10 | Girondins de Bordeaux | Ext. | 0-3      | -                                                          |
| Journée 11 | Lille OSC             | Dom. | 0-0      | -                                                          |
| Journée 12 | AS Saint-Etienne      | Ext. | 2-0      | Franck Rizzetto · Thierry Laurey                           |
| Journée 13 | SC Bastia             | Dom. | 4-3      | Fabien Lefèvre · Franck Rizzetto                           |
| Journée 14 | AS Monaco             | Ext. | 1-3      | Fabien Lefèvre                                             |
| Journée 15 | FC Gueugnon           | Dom. | 2-2      | Fabien Lefèvre · Christophe Sanchez                        |
| Journée 16 | FC Nantes             | Ext. | 0-1      | -                                                          |
| Journée 17 | AS Cannes             | Dom. | 3-1      | José Luis Villarreal · Christophe Sanchez                  |
| Journée 18 | RC Lens               | Dom. | 0-0      | -                                                          |
| Journée 19 | Le Havre AC           | Ext. | 2-2      | Christophe Sanchez                                         |
| Journée 20 | Olympique lyonnais    | Dom. | 2-1      | Fabien Lefèvre · Christophe Sanchez                        |
| Journée 21 | Stade rennais         | Ext. | 1-1      | Fabien Lefèvre                                             |
| Journée 22 | FC Metz               | Dom. | 1-2      | Fabien Lefèvre                                             |
| Journée 23 | AJ Auxerre            | Ext. | 0-1      | -                                                          |
| Journée 24 | FC Martigues          | Dom. | 2-0      | Laurent Robert · Michel Der Zakarian                       |
| Journée 25 | OGC Nice              | Ext. | 2-1      | Christophe Sanchez · Laurent Robert                        |
| Journée 26 | EA Guingamp           | Dom. | 2-1      | Michel Pavon · Hervé Alicarte                              |
| Journée 27 | Paris Saint-Germain   | Ext. | 3-2      | Christophe Sanchez · Fabien Lefèvre · Laurent Robert       |
| Journée 28 | Girondins de Bordeaux | Dom. | 3-0      | Christophe Sanchez · Michel Pavon · Philippe Delaye        |
| Journée 29 | Lille OSC             | Ext. | 1-1      | Michel Der Zakarian                                        |
| Journée 30 | AS Saint-Etienne      | Dom. | 1-0      | Michel Pavon                                               |
| Journée 31 | SC Bastia             | Ext. | 0-1      | -                                                          |
| Journée 32 | AS Monaco             | Dom. | 0-0      | -                                                          |
| Journée 33 | FC Gueugnon           | Ext. | 2-0      | Hervé Alicarte · (c.s.c.) Stéphane Pounewatchy             |
| Journée 34 | FC Nantes             | Dom. | 1-0      | Laurent Robert                                             |
| Journée 35 | AS Cannes             | Ext. | 1-2      | Philippe Delaye                                            |
| Journée 36 | RC Lens               | Ext. | 1-2      | Fabien Lefèvre                                             |
| Journée 37 | Le Havre AC           | Dom. | 2-0      | Laurent Robert · Fabien Lefèvre                            |
| Journée 38 | RC Strasbourg         | Ext. | 0-1      | -                                                          |

### Coupe de France
| Tour            | Adversaire                    | Lieu | Résultat                     | Buteurs du MHSC                      |
| 1/32e de finale | ES Vallée d'Eure (National 3) | Ext. | 2-1                          | Christophe Sanchez · Franck Rizzetto |
| 1/16e de finale | FC Istres (National 1)        | Dom. | 2-1                          | Christophe Sanchez · Philippe Delaye |
| 1/8e de finale  | Sporting Toulon (National 1)  | Ext. | 1-1 (a.p.) Tirs au but : 4-1 | Vincent Petit                        |
| 1/4 de finale   | SM Caen (Division 2)          | Dom. | 1-0                          | Vincent Petit                        |
| 1/2 finale      | Nîmes Olympique (National 1)  | Ext. | 0-1                          | -                                    |

### Coupe de la Ligue
| Tour            | Adversaire             | Lieu | Résultat | Buteurs du MHSC |
| 1/16e de finale | FC Nantes (Division 1) | Dom. | 0-1      | -               |

## Statistiques

### Statistiques collectives
| Compétition       | Débute au tour  | Place ou tour final | Matches joués | Gagnés | Nuls | Perdus | Buts pour | Buts contre | Différence |
| Division 1        | -               | 6e                  | 38            | 17     | 9    | 12     | 51        | 40          | +11        |
| Coupe de France   | 1/32e de finale | 1/2 finale          | 5             | 3      | 1    | 1      | 6         | 4           | +2         |
| Coupe de la Ligue | 1/16e de finale | 1/16e de finale     | 1             | 0      | 0    | 1      | 0         | 1           | -1         |
| Total             | -               | -                   | 44            | 20     | 10   | 14     | 57        | 45          | +12        |

### Statistiques individuelles
| Nat. | Nom          | Division 1 | Division 1  | Division 1 | Division 1   | Coupe de France | Coupe de France | Coupe de France | Coupe de France | Coupe de la Ligue | Coupe de la Ligue | Coupe de la Ligue | Coupe de la Ligue | Total | Total       | Total  | Total        |
| Nat. | Nom          | M.j.       | But inscrit | Averti     | Carton rouge | M.j.            | But inscrit     | Averti          | Carton rouge    | M.j.              | But inscrit       | Averti            | Carton rouge      | M.j.  | But inscrit | Averti | Carton rouge |
|      | Martini      | 36         | 0           | 2          | 0            | 5               | 0               | 0               | 0               | 0                 | 0                 | 0                 | 0                 | 41    | 0           | 2      | 0            |
|      | Barrabé      | 0          | 0           | 0          | 0            | 0               | 0               | 0               | 0               | 0                 | 0                 | 0                 | 0                 | 0     | 0           | 0      | 0            |
|      | Flucklinger  | 2          | 0           | 0          | 0            | 0               | 0               | 0               | 0               | 1                 | 0                 | 0                 | 0                 | 3     | 0           | 0      | 0            |
|      | Reuzeau      | 13         | 0           | 3          | 0            | 0               | 0               | 0               | 0               | 0                 | 0                 | 0                 | 0                 | 13    | 0           | 3      | 0            |
|      | Alicarte     | 9          | 2           | 1          | 0            | 1               | 0               | 0               | 0               | 1                 | 0                 | 0                 | 0                 | 11    | 2           | 1      | 0            |
|      | Thétis       | 23         | 1           | 10         | 0            | 1               | 0               | 0               | 0               | 1                 | 0                 | 0                 | 0                 | 25    | 1           | 10     | 0            |
|      | Bonnissel    | 32         | 0           | 5          | 0            | 2               | 0               | 0               | 0               | 1                 | 0                 | 0                 | 0                 | 35    | 0           | 5      | 0            |
|      | Der Zakarian | 26         | 5           | 4          | 0            | 5               | 0               | 0               | 0               | 0                 | 0                 | 0                 | 0                 | 31    | 5           | 4      | 0            |
|      | Baills       | 34         | 0           | 10         | 1            | 5               | 0               | 0               | 0               | 1                 | 0                 | 0                 | 0                 | 40    | 0           | 10     | 1            |
|      | Blanc        | 22         | 0           | 4          | 1            | 5               | 0               | 0               | 0               | 1                 | 0                 | 0                 | 0                 | 28    | 0           | 4      | 1            |
|      | Bertrand     | 1          | 0           | 0          | 0            | 0               | 0               | 0               | 0               | 0                 | 0                 | 0                 | 0                 | 1     | 0           | 0      | 0            |
|      | Bathié       | 1          | 0           | 0          | 0            | 0               | 0               | 0               | 0               | 0                 | 0                 | 0                 | 0                 | 1     | 0           | 0      | 0            |
|      | Lefèvre      | 37         | 11          | 1          | 0            | 5               | 0               | 0               | 0               | 1                 | 0                 | 0                 | 0                 | 43    | 11          | 1      | 0            |
|      | Rizzetto     | 35         | 2           | 4          | 0            | 5               | 1               | 0               | 0               | 0                 | 0                 | 0                 | 0                 | 40    | 3           | 4      | 0            |
|      | Martin       | 1          | 0           | 0          | 0            | 0               | 0               | 0               | 0               | 0                 | 0                 | 0                 | 0                 | 1     | 0           | 0      | 0            |
|      | Rouvière     | 33         | 0           | 6          | 0            | 3               | 0               | 0               | 0               | 1                 | 0                 | 0                 | 0                 | 37    | 0           | 6      | 0            |
|      | Javary       | 3          | 0           | 1          | 0            | 0               | 0               | 0               | 0               | 0                 | 0                 | 0                 | 0                 | 3     | 0           | 1      | 0            |
|      | Villarreal   | 20         | 3           | 0          | 0            | 0               | 0               | 0               | 0               | 0                 | 0                 | 0                 | 0                 | 20    | 3           | 0      | 0            |
|      | Robert       | 21         | 5           | 4          | 0            | 5               | 0               | 0               | 0               | 0                 | 0                 | 0                 | 0                 | 26    | 5           | 4      | 0            |
|      | Pavon        | 35         | 5           | 5          | 0            | 5               | 0               | 0               | 0               | 1                 | 0                 | 0                 | 0                 | 41    | 5           | 5      | 0            |
|      | Delaye       | 27         | 2           | 3          | 0            | 5               | 1               | 0               | 0               | 1                 | 0                 | 0                 | 0                 | 33    | 3           | 3      | 0            |
|      | Laurey       | 27         | 1           | 7          | 0            | 4               | 0               | 0               | 0               | 0                 | 0                 | 0                 | 0                 | 31    | 1           | 7      | 0            |
|      | Sanchez      | 33         | 11          | 4          | 0            | 4               | 2               | 0               | 0               | 0                 | 0                 | 0                 | 0                 | 37    | 13          | 4      | 0            |
|      | Barbezier    | 0          | 0           | 0          | 0            | 0               | 0               | 0               | 0               | 0                 | 0                 | 0                 | 0                 | 0     | 0           | 0      | 0            |
|      | Bakayoko     | 14         | 0           | 3          | 0            | 0               | 0               | 0               | 0               | 1                 | 0                 | 0                 | 0                 | 15    | 0           | 3      | 0            |
|      | Petit        | 10         | 1           | 4          | 0            | 2               | 2               | 0               | 0               | 1                 | 0                 | 0                 | 0                 | 13    | 3           | 4      | 0            |

### Autres statistiques
| Meilleurs buteurs \| Joueur \| Total \| \| Christophe Sanchez \| 13 \| \| Fabien Lefèvre \| 11 \| \| Laurent Robert \| 5 \| \| Michel Der Zakarian \| 5 \| \| Michel Pavon \| 5 \| \| Franck Rizzetto \| 3 \| \| José Luis Villarreal \| 3 \| \| Philippe Delaye \| 3 \| \| Vincent Petit \| 3 \| \| Hervé Alicarte \| 2 \| \| Jean-Manuel Thétis \| 1 \| \| Thierry Laurey \| 1 \| | Equipe type de la saison Martini Baills Blanc Der Zakarian Bonnissel Laurey Delaye Rouvière Lefèvre Pavon Sanchez D'après les temps de jeu à leur poste. |  |
| Joueur | Total |  |
| Christophe Sanchez | 13 |  |
| Fabien Lefèvre | 11 |  |
| Laurent Robert | 5 |  |
| Michel Der Zakarian | 5 |  |
| Michel Pavon | 5 |  |
| Franck Rizzetto | 3 |  |
| José Luis Villarreal | 3 |  |
| Philippe Delaye | 3 |  |
| Vincent Petit | 3 |  |
| Hervé Alicarte | 2 |  |
| Jean-Manuel Thétis | 1 |  |
| Thierry Laurey | 1 |  |

Buts
- Premier but de la saison :   Fabien Lefèvre contre le RC Strasbourg lors de la 1re journée de championnat
- Premier doublé :    Christophe Sanchez contre l'Olympique lyonnais lors de la 2e journée de championnat
- Plus grande marge : 3 buts (marge positive et négative) 3-0 contre les Girondins de Bordeaux lors des 10e et 28e journée de championnat
- Plus grand nombre de buts dans une rencontre : 7 buts 4-3 contre le SC Bastia lors de la 13e journée de championnat